# Bernhard Kettemann
Bernhard Kettemann (* 16. Januar 1946 in Freiburg im Breisgau) ist ein deutscher Anglist, Linguist und Hochschullehrer.

## Leben und Wirken
Nach seiner Reifeprüfung 1966 in Freiburg/Br. studierte Bernhard Kettemann von 1966 bis 1971 Anglistik, Germanistik und Phonetik an der Universität Freiburg/Br. 1971 legte er dort die Magisterprüfung ab und war dann bis 1975 als wissenschaftlicher Angestellter an der Universität Konstanz (Fachbereich Sprachwissenschaft) tätig, anschließend zunächst wissenschaftlicher Assistent an der Universität Graz. Im Jahre 1976 promovierte er an dieser Universität bei Wolfgang Viereck. Nach seiner Habilitation 1984 lehrte er an der Universität Graz als außerordentlicher Professor für Englische Sprachwissenschaft.
In seinen Veröffentlichungen beschäftigt sich Kettemann u. a. mit der Dialektologie innerhalb der Anglistik/Amerikanistik, dem Zweitspracherwerb und dem Fremdsprachenunterricht.

## Veröffentlichungen (Auswahl)
- Aspekte der natürlichen generativen Phonologie eines amerikanisch-englischen Dialektes (= Grazer Beiträge zur englischen Philologie, Bd. 6). Lang, Frankfurt/M. 1978, ISBN 3-261-02621-9 (= Dissertation Universität Graz).
- (mit Wolfgang Viereck): Muttersprachlicher Dialekt und Fremdsprachenerwerb. Dialekttransfer und Interferenz: Steirisch – Englisch. In: Ulrich Ammonn (Hrsg.): Grundlagen einer dialektorientierten Sprachdidaktik. Theoretische und empirische Beiträge zu einem vernachlässigten Schulproblem (= Pragmalinguistik, Bd. 12). Beltz, Weinheim 1978, S. 349–375, ISBN 3-407-51135-3.
- (Hrsg.): New approaches to language acquisition (= Tübinger Beiträge zur Linguistik, Bd. 87). Narr, Tübingen 1980, ISBN 3-87808-087-5.
- Die Phonologie morphologischer Prozesse im amerikanischen Englisch (= Tübinger Beiträge zur Linguistik, Bd. 269). Narr, Tübingen 1988, ISBN 3-87808-869-8 (= Habilitationsschrift Universität Graz).

- (Hrsg.): Englisch als Zweitsprache (= Buchreihe zu den Arbeiten aus Anglistik und Amerikanistik, Bd. 2). Narr, Tübingen 1989, ISBN 3-87808-467-6.
- Words don't come easy: German as an immigrant language in the U.S. In: Walter W. Hölbling (Hrsg.): The European emigrant experience in the USA (= Buchreihe zu den Arbeiten aus Anglistik und Amerikanistik, Bd. 5). Narr, Tübingen 1992, S. 269–283, ISBN 3-87808-466-8.
- (Hrsg., mit Wilfried Wieden): Current issues in European second language acquisition research (= Tübinger Beiträge zur Linguistik, Bd. 378). Narr, Tübingen 1993, ISBN 3-8233-5043-9.
- (Hrsg.): Mediendiskurse. Lang, Frankfurt/M. 1998, ISBN 3-631-33235-1.
- (Hrsg.): Crossing borders. Interdisziplinary intercultural interaction (= Buchreihe zu den Arbeiten aus Anglistik und Amerikanistik, Bd. 15). Narr, Tübingen 1999, ISBN 3-8233-4660-1.
- (Hrsg., mit Rudolf Muhr): Eurospeak. Der Einfluss des Englischen auf europäische Sprachen zur Jahrtausendwende (= Österreichisches Deutsch – Sprache der Gegenwart, Bd. 1). Lang, Frankfurt/M. 2002, ISBN 3-631-39694-5.
- (Hrsg., mit Georg Marko): Expanding circles, transcending disciplines, and multimodal texts. Reflections on teaching, learning and researching in English and American studies (= Buchreihe zu den Arbeiten aus Anglistik und Amerikanistik, Bd. 20). Narr, Tübingen 2003, ISBN 3-8233-4665-2.
- (Mithrsg.): Innovation im Fremdsprachenunterricht. Eine empirische Studie zum Europasiegel für innovative Sprachenprojekte (= Sprache im Kontext, Bd. 21). Lang, Frankfurt/M. 2005, ISBN 3-631-53213-X.

Festschrift
- Alwin Fill (Hrsg.): Linguists (don't) only talk about it. Essays in honour of Bernhard Kettemann. Stauffenburg-Verlag, Tübingen 2006, ISBN 978-3-86057-635-9.